# Sheffield

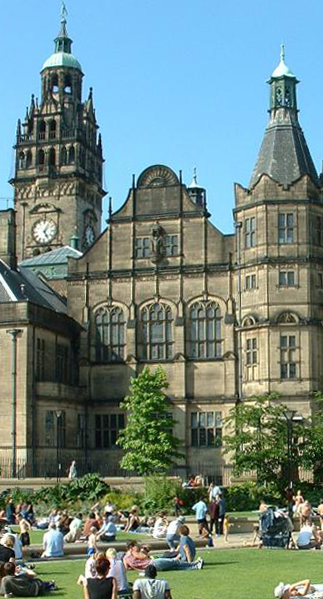
Stadhuis en Peace Gardens

Sheffield is een district  met de officiële titel van city, in het stedelijk graafschap (metropolitan county) South Yorkshire  met 583.000 inwoners in 2018, waarmee de stad naar inwoneraantal de vierde is van Engeland. In de agglomeratie rond de stad wonen zo'n 1,37 miljoen mensen. De naam is afgeleid van de rivier Sheaf, die door de stad loopt.
In de 19e eeuw werd Sheffield bekend door zijn staalproductie. Dankzij plaatselijke innovaties als methoden om staal te produceren uit smeltkroezen en roestvast staal werd de bevolking tienmaal zo groot tijdens de Industriële Revolutie. Sheffield ontving zijn stadsrecht in 1843 en werd City of Sheffield in 1893. In de jaren 70 en 80 van de twintigste eeuw slonk de plaatselijke industrie door de internationale concurrentie. Tegelijkertijd werden de kolenmijnen in de omgeving gesloten.
Net als andere Britse steden investeerde Sheffield in de 21e eeuw veel in stadsvernieuwing, zodat de winst (Gross value added, vergelijk bruto binnenlands product + subsidie - belasting) toenam met 60% sinds 1997, tot £9,2 miljard in 2007. Sindsdien groeit de economie jaarlijks met 5%, meer dan de omliggende regio Yorkshire and the Humber. Tegenwoordig is het een belangrijk dienstencentrum, waar een aantal banken gevestigd is. Er is een tramsysteem, de Sheffield Supertram.
De stad ligt in de dalen van de rivier de Don en haar vier zijrivieren de Loxley, Porter Brook, Rivelin en Sheaf. Groen beslaat 61% van Sheffields oppervlak en een derde van de stad valt binnen het Nationaal park Peak District.
De stad heeft meer dan 250 parken, bossen en tuinen, en ongeveer 2 miljoen bomen. Daardoor heeft Sheffield van alle Europese steden de meeste bomen per inwoners.

## Civil parishesin district Sheffield
- Bradfield
- Ecclesfield
- Stocksbridge

## Sport
Sheffield heeft twee betaaldvoetbalclubs, Sheffield United FC en Sheffield Wednesday FC. Sheffield was speelstad bij het EK voetbal van 1996. De wedstrijden werden gespeeld in Hillsborough, het stadion van Sheffield Wednesday FC. Het stadion was daarvoor vooral bekend van de Hillsboroughramp van 15 april 1989, waarbij 96 fans van Liverpool FC om het leven kwamen.
Verder is er een rugbyteam (Sheffield Eagles), een basketbalploeg (Sheffield Sharks) en een ijshockeyclub (Sheffield Steelers). De stad heeft daarnaast een band met snooker, aangezien er in het Crucible Theatre het World Snooker Championship (het Wereldkampioenschap Snooker) gehouden wordt.
In Sheffield werden ook de Europese kampioenschappen schermen 2011 gehouden. En in 2000 en 2011 werd het WK shorttrack in Sheffield georganiseerd.
Sheffield was één keer aankomstplaats van een etappe in de wielerwedstrijd Tour de France. In 2014 won de Italiaan Vincenzo Nibali er de etappe. Hij veroverde met deze etappezege de gele trui en zou die niet meer afstaan.

## Muziek
Sheffield is een belangrijke muziekstad. Zo is het de thuisbasis van onder andere ABC, The Crookes, Arctic Monkeys, Human League, Moloko, Bring Me the Horizon, Paul Carrack, Pulp, Richard Hawley, Def Leppard, Joe Cocker, Milburn, Little Man Tate, the Long Blondes, Bromheads Jacket, 65daysofstatic, While She Sleeps, Malevolence en Cabaret Voltaire en Heaven 17.

## Bezienswaardigheden
- Weston Park Museum

## Stedenbanden
- Estelí (Nicaragua)

## Bekende inwoners van Sheffield

### Geboren
- Henry Shaw (1800-1889), botanicus en filantroop, oprichter van de Missouri Botanical Garden
- Maria Vlamijnck (1917), Belgisch schrijfster
- Judy Parfitt (1935), actrice
- A.S. Byatt (1936-2023), schrijfster
- Gordon Banks (1937-2019), voetballer (doelman)
- Jimmy Crawford (1937-2024), zanger
- Tony Oxley (1938-2023), jazzdrummer
- Margaret Drabble (1939), schrijfster
- Fred Hill (1940-2021), voetballer
- Dave Berry (1941), zanger
- Michael Palin (1943), humorist, acteur (Monty Python's Flying Circus) en wereldreiziger
- Joe Cocker (1944-2014), zanger
- Neil Warnock (1948), voetballer en voetbalcoach
- Paul Carrack (1951), zanger
- Sean Bean (1959), acteur
- Malcolm Elliott (1961), wielrenner
- Tony Pitts (1962), acteur en scenarioschrijver
- Jarvis Cocker (1963), zanger (Pulp)
- Susan Ann Sulley (1963), zangeres (The Human League)
- Adrian Timmis (1964), wielrenner
- John Beresford (1966), voetballer
- Richard Hawley (1967), singer-songwriter, gitarist en producer
- Dominic West (1969), acteur
- Ann Lee (1972), zangeres
- Nicky Weaver (1979), voetballer
- Chris Barker (1980-2020), voetballer
- Lindsay Dracass (1984), zangeres
- Gary Cahill (1985), voetballer
- Kell Brook (1986), bokser
- Jessica Ennis (1986), atlete
- Billy Sharp (1986), voetballer
- Alex Turner (1986), zanger en gitarist van Arctic Monkeys
- Jamie Vardy (1987), voetballer
- Kyle Naughton (1988), voetballer
- Kyle Walker (1990), voetballer
- Harry Maguire (1993), voetballer
- Sophie Taylor (1996), zwemster
- Dominic Calvert-Lewin (1997), voetballer
- Sarah Mayling (1997), voetbalster
- George Hirst (1999), voetballer
- Ellie Roebuck (1999), voetbalster
- Regan Slater (1999), voetballer
- Esme Morgan (2000), voetbalster
- Laura Blindkilde (2003), voetbalster

## Galerij

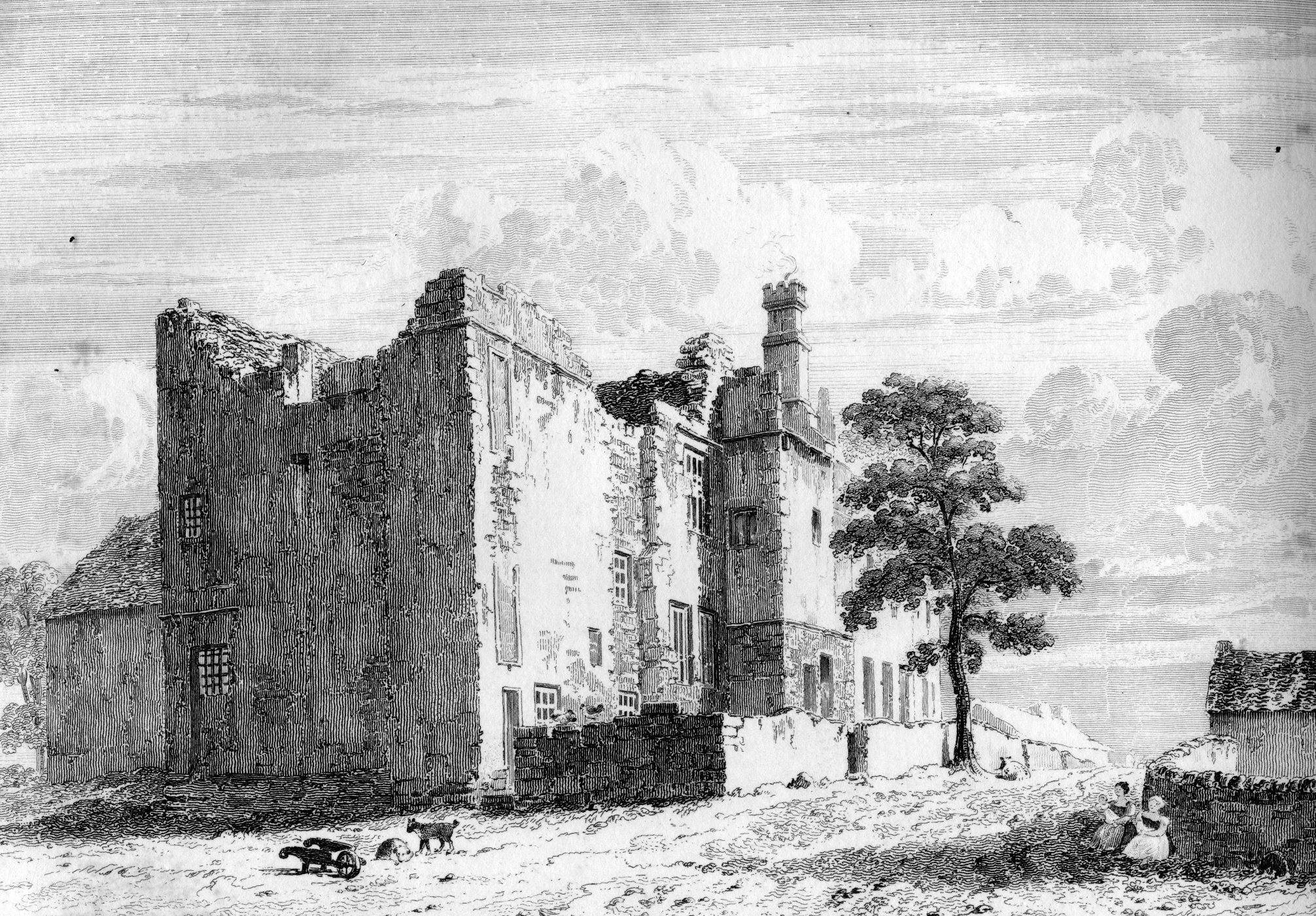
Lithografie van de ruïne van Sheffield Manor, omstreeks 1819
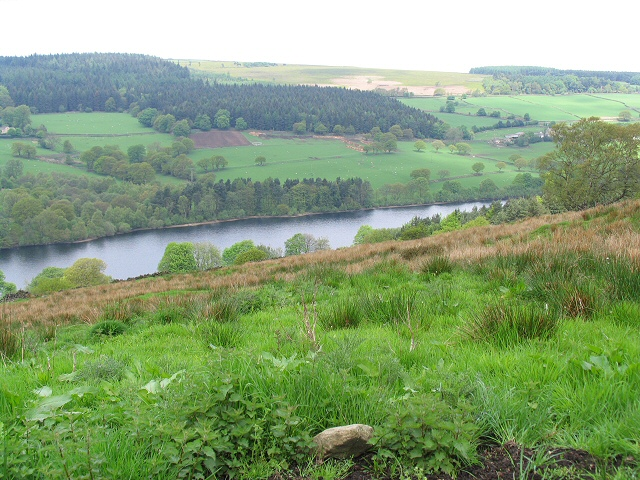
Dale Dike Reservoir. In 1864 brak de dam van dit bekken en veroorzaakte de grote overstroming van Sheffield
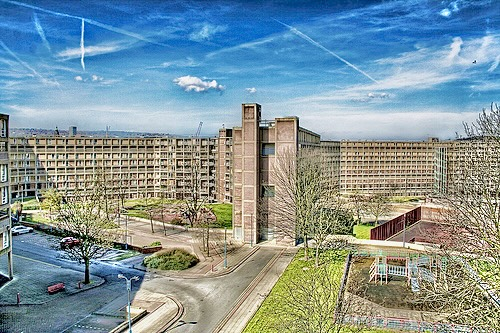
Park Hill, een van de gemeentelijke flatcomplexen uit de jaren 50 en 60 van de twintigste eeuw
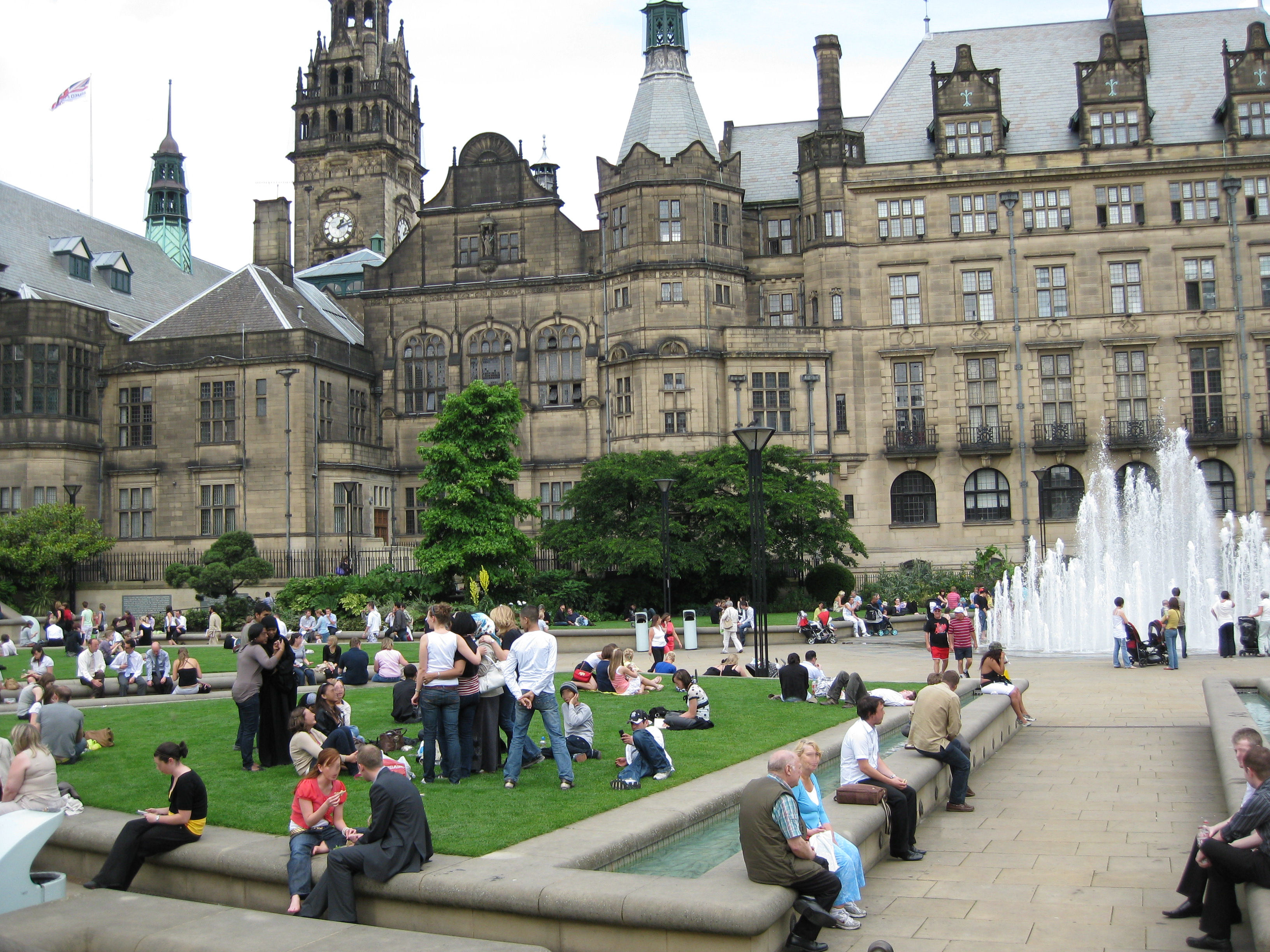
Stadhuis naast de Peace Gardens. Een voorbeeld van neogotiek
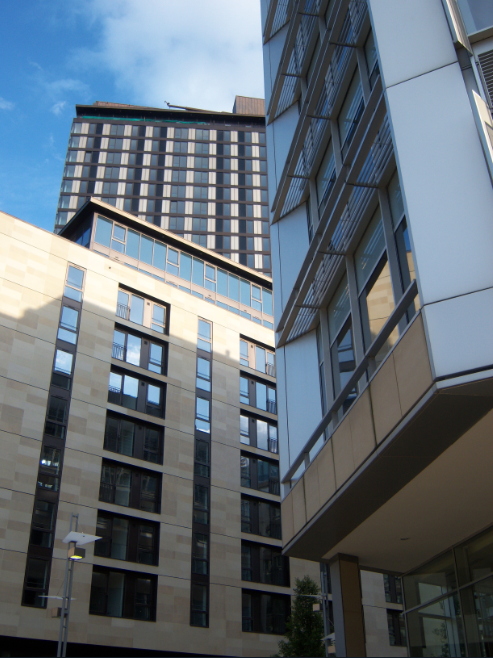
St Paul's Place, 2010 bij St Paul's Tower, het hoogste gebouw van Sheffield
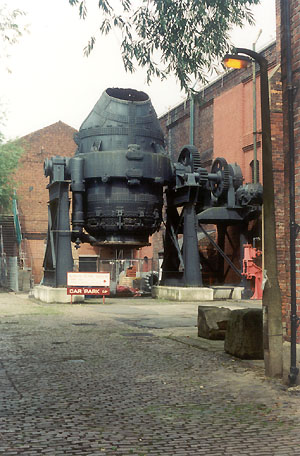
Bessemer-smeltkroes voor staal in het Kelham Island Museum
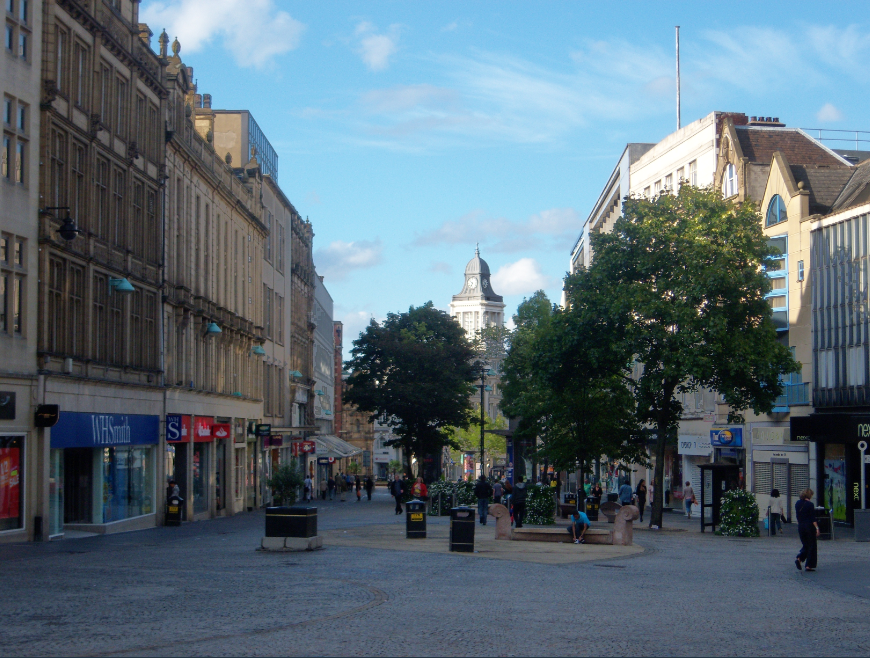
Fargate-winkelcentrum
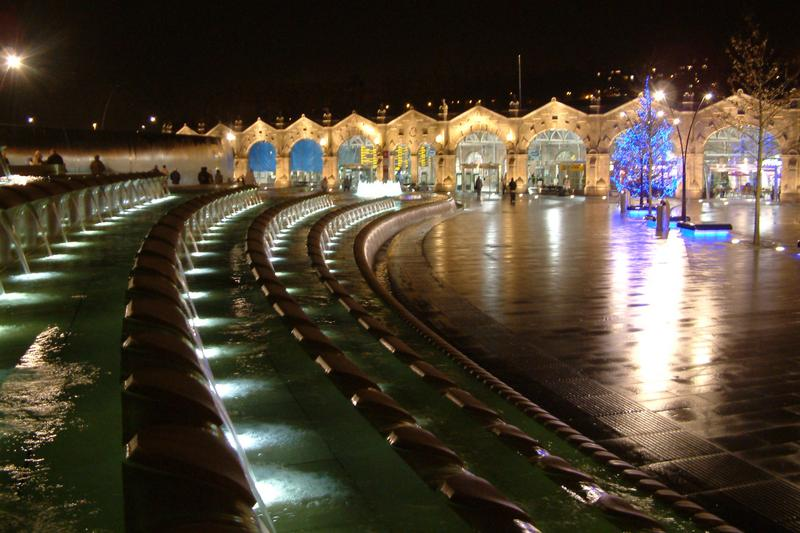
Treinstation
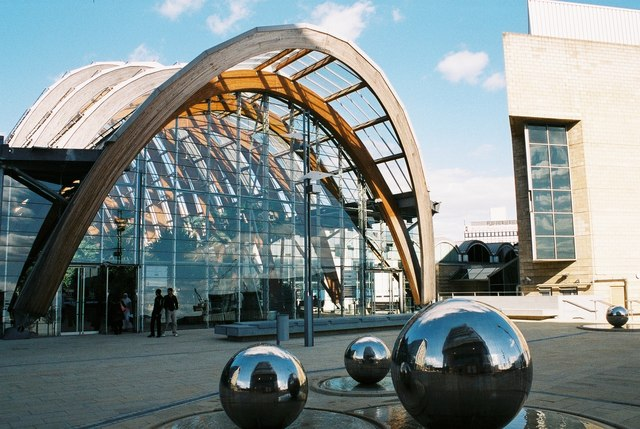
Winter Gardens
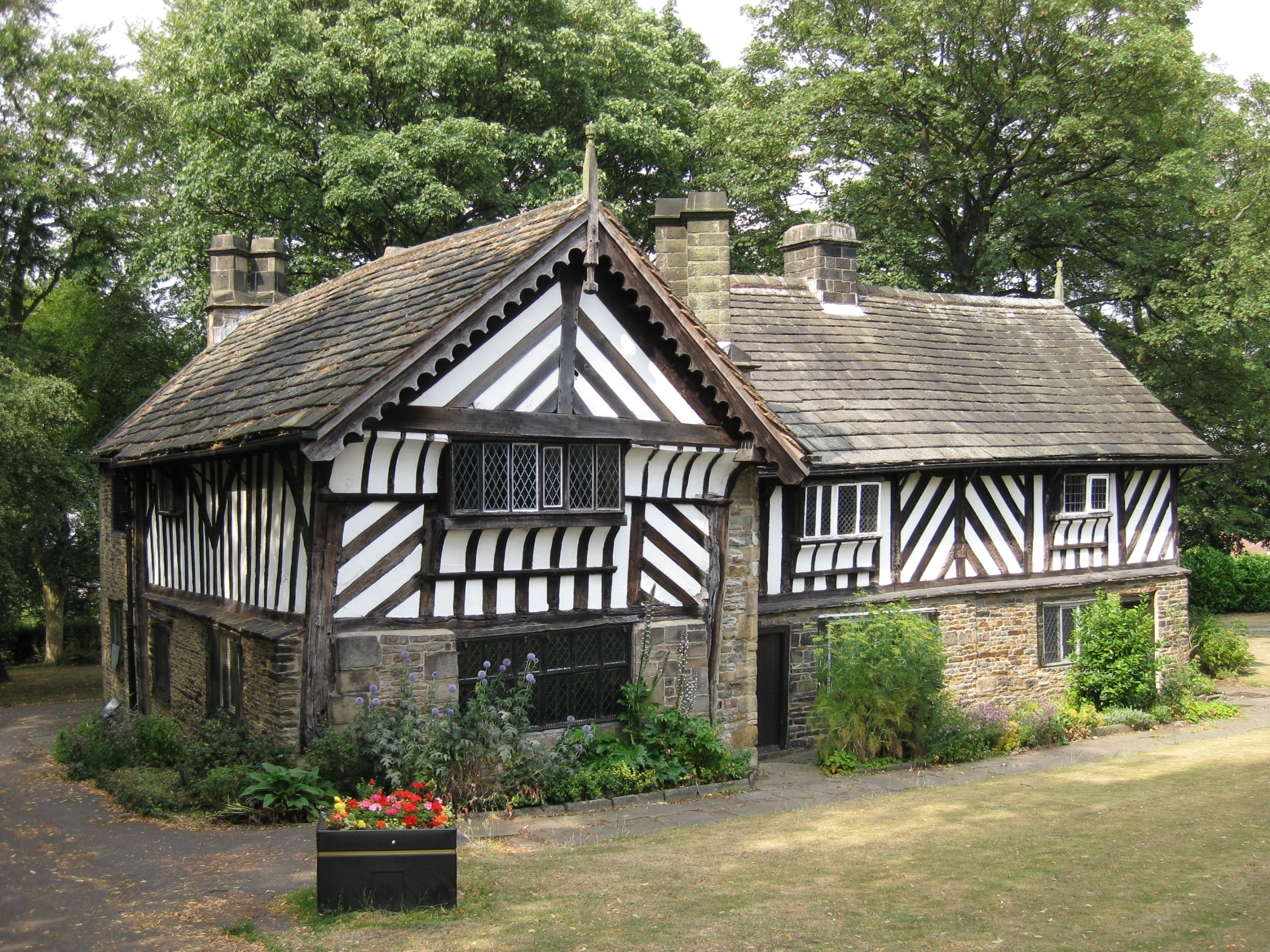
Bisschopshuis
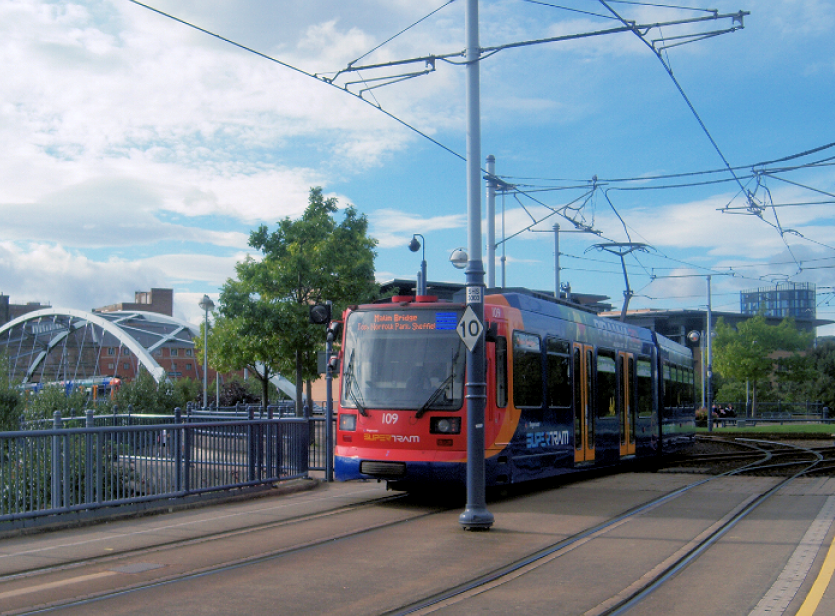
Supertram
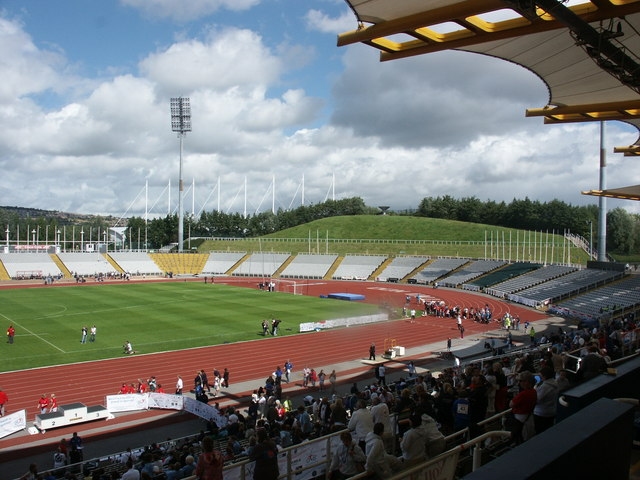
Don Valley-stadion, gesloopt in 2014
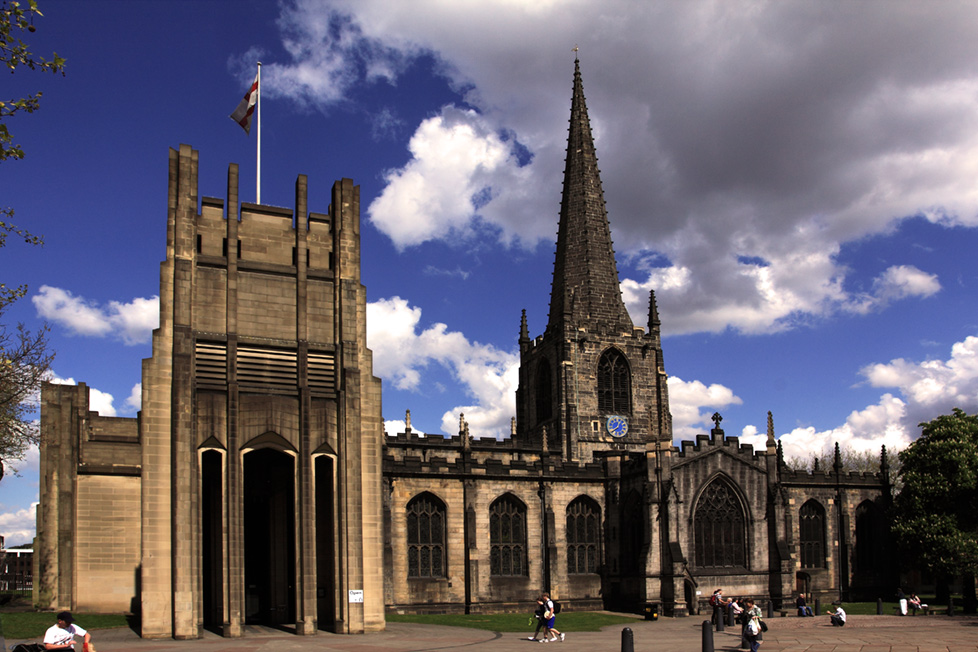
Kathedraal van Sheffield